# Mitteilungen des Badischen Landesvereins für Naturkunde und Naturschutz, N.F.
Die Mitteilungen des Badischen Landesvereins für Naturkunde und Naturschutz, N.F. (auch Mitteilungen des Badischen Landesvereins für Naturkunde und Naturschutz, Neue Folge oder Mitteilungen des Badischen Landesvereins für Naturkunde und Naturschutz e.V., N.F. sowie Mitteilungen des Badischen Landesvereins für Naturkunde und Naturschutz e.V., Neue Folge, Abkürzung in Zitaten: Mitt. Bad. Landesv. Naturk. u. Natursch. N.F.) sind eine naturkundliche Fachzeitschrift, in der wissenschaftliche Arbeiten zu Geologie, Geographie, Fauna und Flora Südwestdeutschlands sowie zu Naturschutzangelegenheiten in der Region veröffentlicht werden. Herausgeber ist der Badische Landesverein für Naturkunde und Naturschutz e.V. Beiträge werden vor Veröffentlichung wissenschaftlich begutachtet (peer reviewed).

## Historie

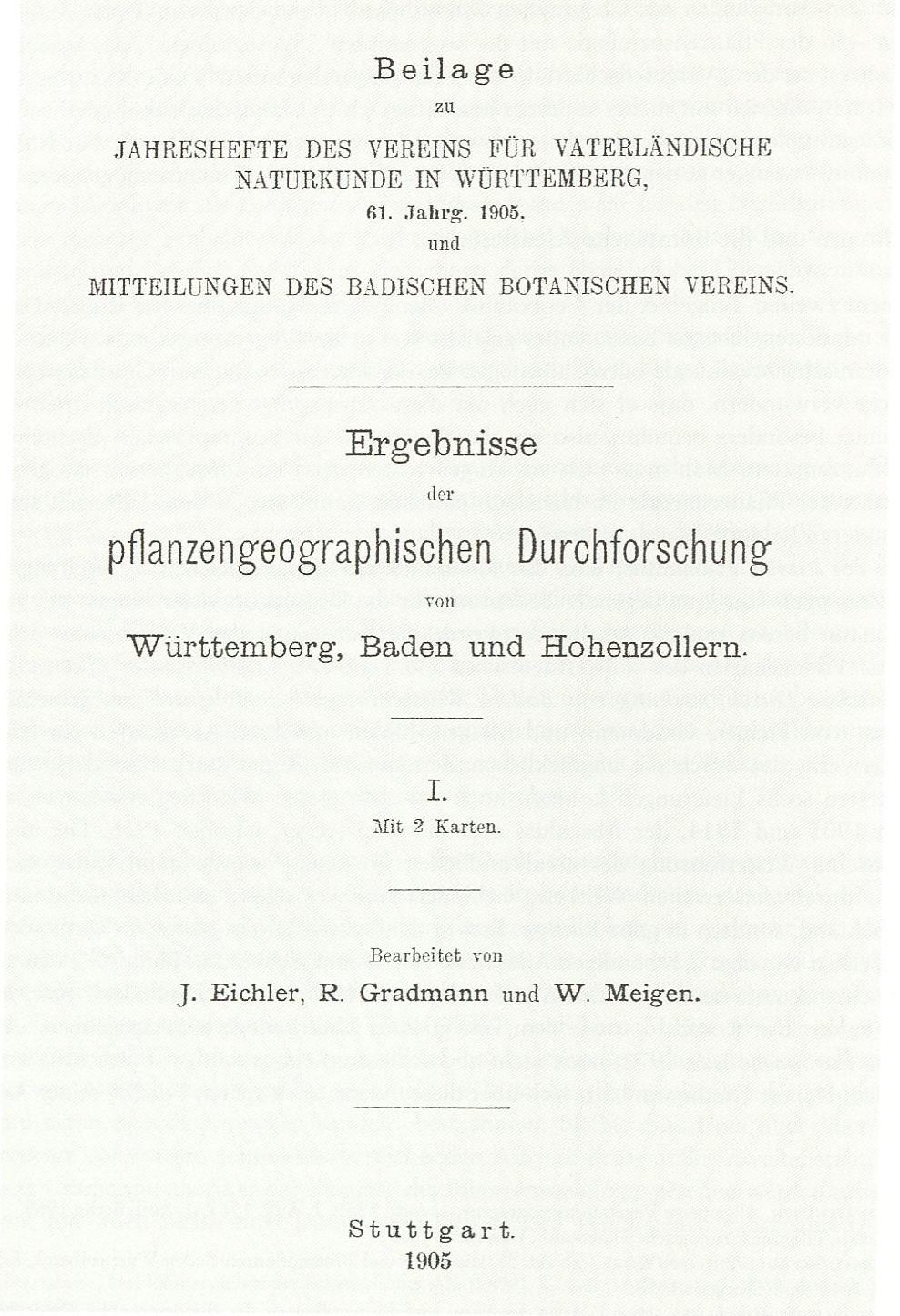
Beilage zu den Mitteilungen 1905

Die erste Ausgabe wurde im Jahr 1882 unter dem Namen Mitteilungen des Botanischen Vereins für den Kreis Freiburg und das Land Baden veröffentlicht, von der bis 1888 die Nummern 1–50 erschienen. 1888 erfolgte die Umbenennung zu Mitteilungen des Badischen Botanischen Vereins, es erschienen bis 1908 die Nummern 51–200. 1908 wurde die Fachzeitschrift zu Mitteilungen des Badischen Landesvereins für Naturkunde umbenannt, unter diesem Namen erschienen bis 1910 die Nummern 201–250. 1910 wechselte der Name zu Mitteilungen des Badischen Landesvereins für Naturkunde und Naturschutz, bis 1915 wurden die Nummern 251–300 publiziert.
Nach kriegsbedingter Unterbrechung wurde die Fachzeitschrift 1919 wieder aufgenommen, dann mit dem noch heute (Stand April 2023) gültigen Namen Mitteilungen des Badischen Landesvereins für Naturkunde und Naturschutz, N.F. Mit dem Zusatz „N.F.“ wurde gekennzeichnet, dass die Nummerierung wieder bei 1 begann.

## Inhaltliche Ausrichtung
Neben wissenschaftlichen Arbeiten (typischerweise regionalspezifische Beiträge aus dem südwestdeutschen und angrenzenden Raum mit den Schwerpunkten Botanik, Zoologie, Geologie, Landschafts- und Landnutzungsgeschichte sowie Naturschutz) werden Kurzmitteilungen, Exkursionsberichte, Nachrufe und Rezensionen veröffentlicht. Die Fachzeitschrift wird auch für Vereinsnachrichten genutzt. Beiträge sind in deutsch oder englisch.

## Verfügbarkeit
Die Veröffentlichung erfolgt nach Freigabe zunächst auf dem Dokumentenserver FreiDok plus der Universität Freiburg. Die Beiträge eines Jahres werden zu einer Printausgabe zusammengefasst. Alle Veröffentlichungen sind mit einer DOI (Digital Object Identifier) versehen.
Auf FreiDok plus sind auch alle früheren Ausgaben der Zeitschrift sowie ihrer Vorgänger verfügbar. Auch ZOBODAT stellt alle Ausgaben der Zeitschrift und ihrer Vorgänger als Digitalisat bereit.